# オルヴェ・エイケモ
オルヴェ・エイケモ (Olve Eikemo、1973年6月27日）は、ノルウェーホルダラン県オス市リーセフィヨルド出身のヘヴィメタルミュージシャン。ステージネームのアバス・ドゥーム・オカルタ (Abbath Doom Occulta)としても知られ、ブラックメタルバンド・イモータル (Immortal)の結成メンバーとして著名。イモータル結成前には、後にイモータルを結成するハーラル・ナエヴダルと、オールド・フューネラル (Old Funeral)というデスメタルバンドで活動していた。また、オールド・フューネラルでの活動中にハーラルが中心メンバーだったアンピュテイションにオルヴェが加入している。
主にギタリストとして活動しているが、ドラマーとしても力量があり、イモータルのアルバム『Pure Holocaust』、『Battles in the North』でドラムスを担当している。2015年にイモータルが解散したのちには、アバス (Abbath)の名前の新バンドを結成し活動することが発表された。
2015年 LOUD PARK 15にて、初来日を果たす。

## 略歴

### 少年期
ノルウェー第2の都市・ベルゲン近郊の町、オス市リーセフィヨルドの出身。少年時代は、キッスの熱烈なファンだった。1988年にオールド・フューネラルを結成し、音楽家としてのキャリアをスタートさせた。

### 音楽家としてのキャリア
イモータル (Immortal)
イモータルの歴史は、1989年にオルヴェがデスメタルバンド・アンピュテイション (Amputation)に加入した時から始まる。アンピュテイションは1990年に解散するが、アンピュテイションを母体にハーラル・ナエヴダル（後のデモナズ・ドゥーム・オカルタ (Demonaz Doom Occulta)）らとともに1991年にイモータル (Immortal)を結成。当初は、本名で活動していたが、間もなくアバス・ドゥーム・オカルタ (Abbath Doom Occulta)と名乗るようになる。イモータル活動期においては、主にバンドメンバーの不安定さが原因で、ボーカルやギター、ベース、ドラムセット、シンセサイザーを担当した時期もある。しかしながら、デモナズがリードギターを担当していた時期には、ボーカルとベース、そして活動最初期を除いてドラムスを担当していた。ホルグがドラマーとして加入したため、アバスのドラムス兼任が終わる。しかし1997年には、それまでリードギターを担当していたデモナズが重度の腱鞘炎に罹ってしまい、ギターの演奏が不可能となる。デモナズは、作詞家兼バンド・マネージャーとしてバンドに残ったが、ギターについてはアバスが兼任することとなった。1999年にリリースされた『At the Heart of Winter』では、アバスがドラムス以外の全楽器を担当することとなった。このアルバムは、イモータルのアルバムの中でも大きく音楽性を変化させたアルバムとなった。その後、イスカリア (Iscariah)というベーシストが加入し、アバスはボーカル兼ギターに落ち着いた。この後、2枚のアルバム『Damned in Black』（2000年）と『Sons of Northern Darkness』（2002年）をリリースした。
『Sons of Northern Darkness』リリース後、イモータルはメンバーの個人的事情により解散した。この解散について、バンドメンバー間に大きな問題は存在しないとされている。
2006年初めに、ジャーマン・ハードロック誌でアバスとホルグの2名でイモータルを再結成することが発表された。二人は練習を再開し、ライヴ活動も行うようになった。アバスは以下のように述べている。
| 「 | I didn't really want to say it, but I don't give a shit. We will come back, stronger than ever. I've met with Horgh for the first time in over a year. He's built his new house here, right around the corner. In the next few days we will begin to rehearse our old 'Blizzard Beasts' classics. I'm already really hot on the idea. Immortal are timeless frost. One year more or less doesn't make a difference. We have all the time in the world. | 」 |

活動再開後には、ドイツのヴァッケン・オープン・エアに参加したり、初めてオーストラリアとニュージーランドでライヴツアーを敢行した。2009年には活動再開後初のアルバム『All Shall Fall』をリリースした。
2015年に、イモータルは解散を発表した。
I
2006年に、アバスはIを結成する。アバスは、ボーカルとリズムギターを担当している。この他にも、ドラマーにはイモータル最初期に在籍していたアルマゲダが加入し、ベーシストとしてゴルゴロスのキング・オヴ・ヘル、リードギタリストにエンスレイヴドのアルヴェ・イスダル、作詞にデモナズ・ドゥーム・オカルタが加入している。2006年にニュークリア・ブラストからアルバム『Between Two Worlds』をリリースしたが、現在の活動状況は不明となっている。
ボンバーズ (Bömbers)
1996年にモーターヘッドのトリビュートバンドとして結成。アバスはベースとボーカルを担当しており、他に元オールド・フューネラルのトーレ (ギター)、パニシュメント・パークのペズ (ドラムス)を加えたスリーピースバンドである。2007年のインフェルノ・メタル・フェスティヴァルでは、アバスはドイツのスラッシュメタルバンド、ソドムのステージに参加し、モーターヘッドの「エース・オブ・スペーズ」のカヴァーを演奏している。

## 使用機材
- ESP LTD V-401DX (セイモア・ダンカン製ピックアップを使用)
- ESP LTD DV8-R (フロイド・ローズが使用できるように改造されている)
- GHL Jackson Randy Rhoads copy

また、アバスはシェクターのGary Hold V-1を使用していることが目撃されているが、この機材がアバス所有のものかは不明である。
ギター・ワールド誌に掲載されたアバスのインタビュー記事では、アバスはESPとエンドーズ契約を結んでいると述べている。
また、アバスはENGLのリッチー・ブラックモアのシグネイチャモデルのE650アンプを使用している。この際には、ダイレクト・ボックスかマーシャルのキャビネットを用いている。

## 文化的な影響
アメリカの音楽ゲーム「ギター・ヒーロー・シリーズ」に登場するキャラクター、ラーズ・ウムラウト (Larz Ümlaüt)は、アバスのステージ衣装とよく似た衣装を着用し、また顔面にアバスと同じコープス・ペイントを施している。特に「ギターヒーロー3 レジェンド オブ ロック」では、ラーズ・ウムラウトの髪は、アバスと同じ黒髪となっている。
テキサス州のジェスター・キング醸造所のスタウトのラベルには、アバスによく似たキャラクターを描かれている。